# Ribeirão Preto
Ribeirão Preto (« Ruisseau Noir » en portugais) est une commune brésilienne située dans le sud-est du pays. C'est la neuvième ville de l'État de São Paulo. Ribeirão Preto est situé à 313 km au nord-est de la capitale de l'État et à 700 km de la capitale nationale (Brasilia). Sa population était de 604 682 habitants au recensement de 2010 et de 703 293 habitants en 2019 selon l'estimation de l'Institut Brésilien de Géographie et Statistique. La superficie de la commune est de 650,92 km2, dont 127,31 km2 sont situés en zone urbaine et 523,61 km2 sont situés en zone rurale.

## Histoire

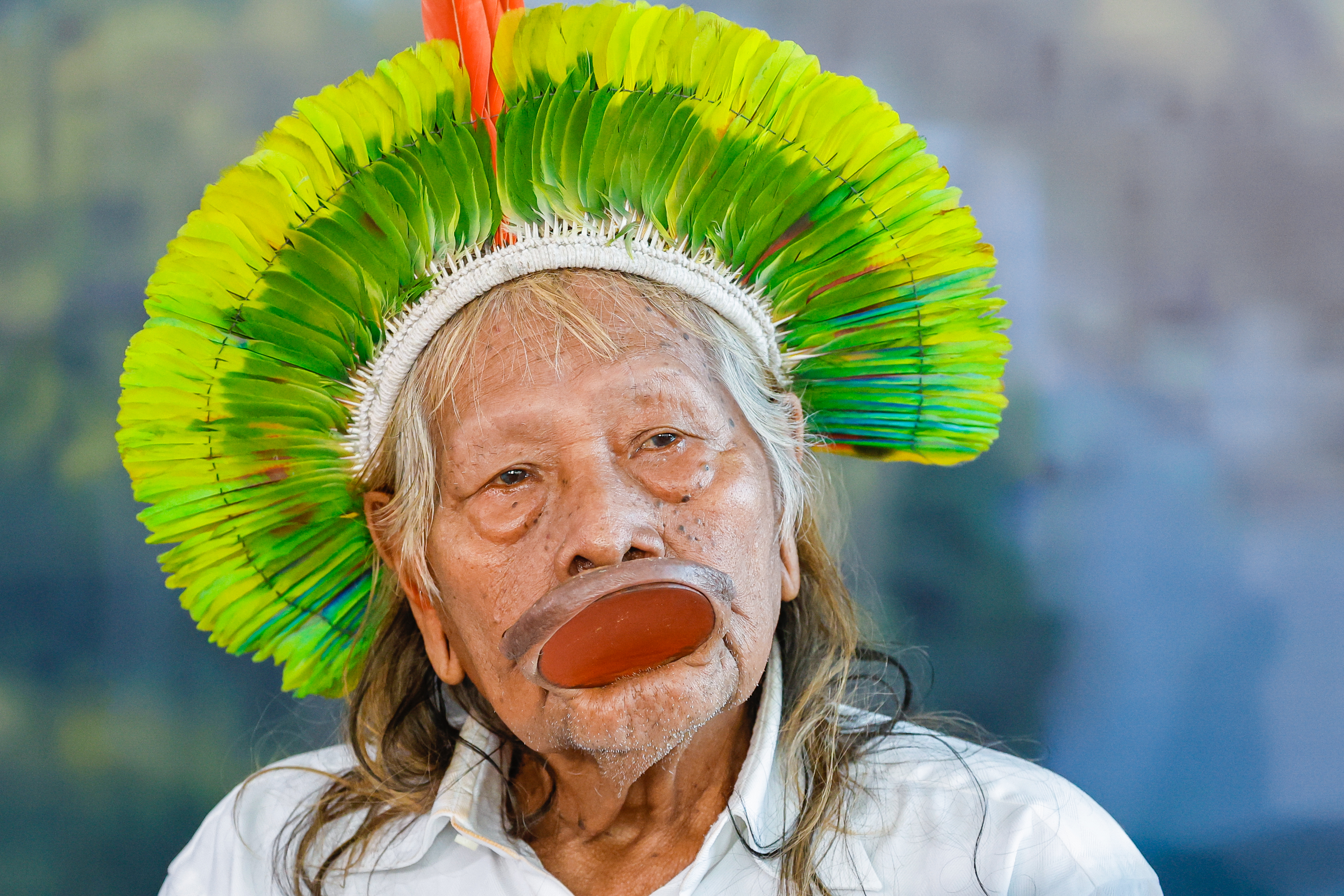
Raoni Metuktire, Journée mondiale de l'environnement, palais du Planalto, Brasilia (06/2023).

Au cours des siècles précédant immédiatement le début de la colonisation portugaise, la région de la vallée du Pardo était déjà habitée par des groupes Kayapos. Bien que l'on dispose de peu d'informations sur leurs coutumes et leur culture à cette époque, on sait que les Caiapó parlaient une langue de la famille linguistique Jê, qu'ils construisaient des villages circulaires, pratiquaient la culture sur brûlis (également appelée coivara) et occupaient un territoire assez vaste, s'étendant de l'actuel nord-est de São Paulo et du Triangle mineiro à certaines parties du Mato Grosso et du Goiás.
Les plus anciens témoignages sur les Kayapos remontent aux XVIIe et XVIIIe siècles et sont souvent le fait de bandeirantes qui parcouraient la région à la recherche d'or et d'indigènes pour travailler dans les plantations des villes du plateau et de la côte de São Paulo. Ils étaient alors connus sous le nom d'Indiens Bilreiro, allusion à la massue utilisée à la fois pour le combat au corps à corps et pour être lancée à distance. D'abord pacifiques, les interactions entre les Portugais et les Kayapos sont devenues de plus en plus violentes. Malgré la résistance des indigènes, les conflits fréquents et les maladies apportées par les colonisateurs (comme la variole et la grippe) ont fini par faire disparaître la branche méridionale des Kayapos à la fin du XVIIIe siècle, les groupes restants finissant par migrer vers d'autres régions du Brésil.
La municipalité a été fondée le 19 juin 1856 et a été peuplée à l'origine par des agriculteurs et des esclaves africains venant d'autres régions de São Paulo (en particulier de Mogi Mirim et São Simão) et du Minas Gerais à la recherche de terres avec de bons pâturages. La ville a été construite au bord d'un ruisseau (Ribeirão Preto signifie ruisseau noir en portugais). Le sol fertile de la région a permis une forte productivité des cultures.

## Caractéristiques sociales et économiques
Son indice de développement humain (IDH) est, selon l'IBGE de 0,800, considéré comme élevé par rapport au reste du pays. En dépit d'être une municipalité à prédominance urbaine, Ribeirão est situé au milieu d'un certain nombre de villes voisines où l'agriculture est la principale activité économique, ce qui influence finalement les principales activités de la ville, qui sont centrées sur le commerce et fournissent des services. L'agriculture est le secteur le moins pertinent de l'économie de Ribeirão Preto. Selon l'IBGE, la plus grande production agricole de Ribeirão Preto est la canne à sucre.
L'industrie est actuellement le deuxième secteur le plus important pour l'économie de la ville, en particulier la production de l'industrie alimentaire et des boissons, d'articles liés à la santé, de papier, de carton, d'imprimerie, la métallurgie, le textile, les vêtements, la fabrication d'alcool et de sucre. La ville est l'un des plus grands centres producteurs d'alcool et de sucre dans l'État de São Paulo, et encore, l'un des plus grands producteurs mondiaux.
Le secteur tertiaire, celui de la prestation de services, génère des millions de dollars à la ville, étant actuellement sa principale source de PIB. Ribeirão est un centre d'attraction d'activités commerciales et de prestation de services au-delà les limites de la région. La ville se confirme chaque jour aussi comme un important centre de distribution et de logistique à l'intérieur du Brésil, grâce à son emplacement stratégique, sa force socio-économique régionale, la densité de sa population, et au commerce effectué au travers de son aéroport.
La région a été consolidée comme un important centre de production de technologies et de main-d'œuvre qualifiée. Elle comprend l'un des principaux centres universitaires et de recherche de l’État, en particulier dans le domaine médical, de l'ingénierie, de la haute technologie, de l'agronomie, de la vétérinaire, de la zootechnie, et de la génie alimentaire. Le Parc Technologique de Ribeirão Preto collabore au développement scientifique et technologique de la région. La ville est également décrite comme un centre d'enseignement avec des cours axés sur la technologie de l'information (IT). En 2005 la ville a atteint le chiffre de plus de 300 entreprises dans ce secteur, et en 2010, la région a eu une augmentation de 23 % de chiffre d'affaires dans le domaine des technologies de l'information et de la communication.

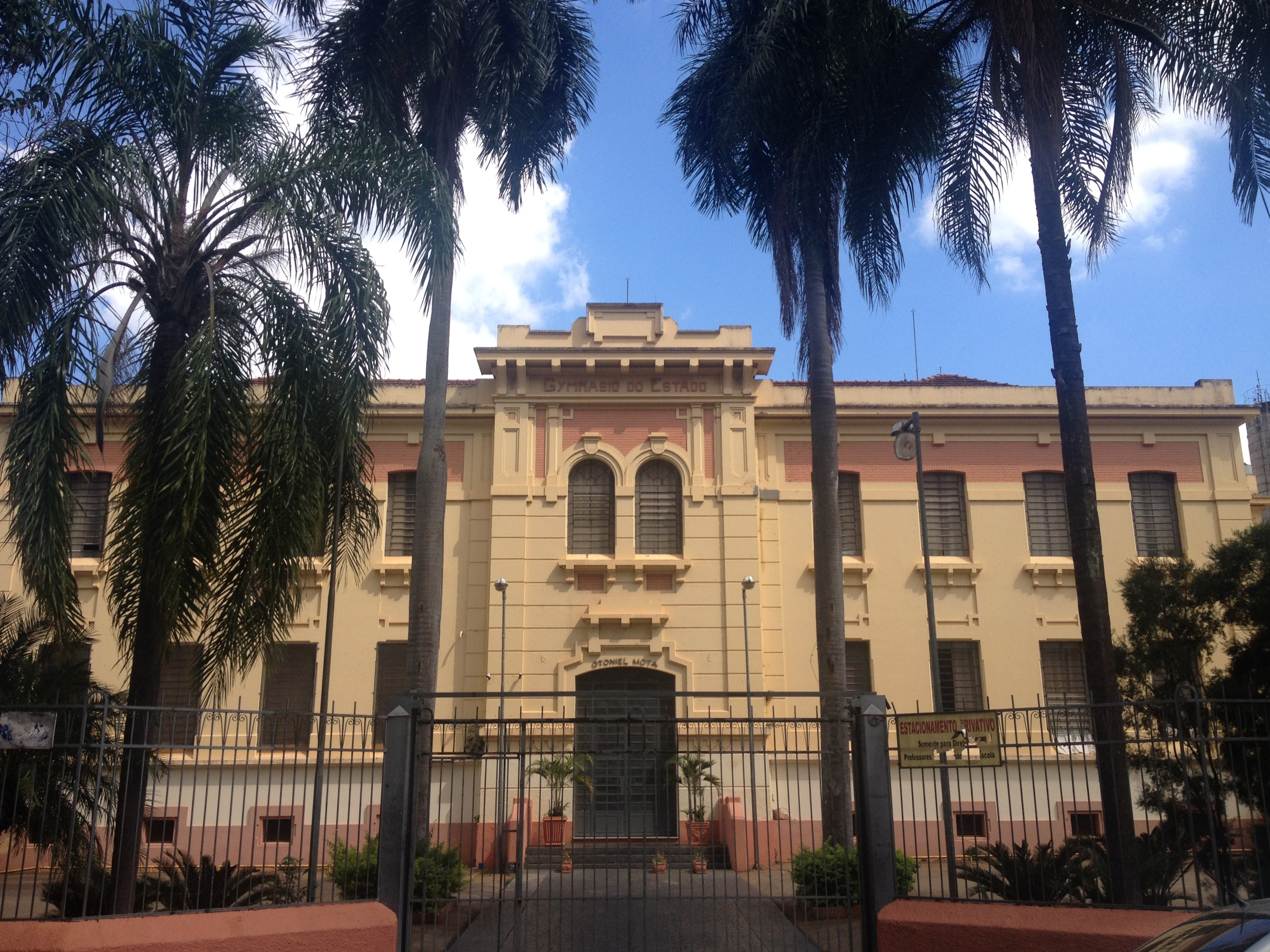
Le gymnasium Otoniel Mota (1907), mis en œuvre pendant la Première République par le gouvernement de l'État de São Paulo.

Selon la municipalité, en 2010 il y avait 44 bidonvilles et 23 000 habitants y vivaient, beaucoup d'entre eux venus d'autres villes ou même d'autres États à la recherche de meilleures opportunités de travail, mais qui y ont échoué. Il y a des projets de construction d'ensembles de logements sociaux. Bien que, comme dans toutes les villes brésiliennes moyennes et grandes, la criminalité soit présente à Ribeirão Preto, la ville possède l'un des plus bas taux de meurtres du pays.

## Culture et loisirs
Ribeirão Preto est une municipalité qui a une vie nocturne très active en matière de bars, restaurants, boîtes de nuit, théâtres, cinémas, etc. La ville dispose de plusieurs espaces dédiés aux manifestations culturelles de musique et de théâtre. Ribeirão Preto est aussi un important centre de cinéma du Brésil, possédant les studios de cinéma Kaiser, détenus par la Commission du film de São Paulo, avec plus de 13 000 mètres carrés de surface construite, et qui abrite une grosse infrastructure de production audiovisuelle, en plus d'avoir le plus grand ciné-club du pays.
Au début du XXe siècle et durant ses trois premières décennies, Ribeirão Preto est une ville riche, comportant plusieurs manoirs, des cafés de style européen, des cabarets et même deux opéras. Un de ces opéras - le Théâtre Carlos Gomes (en l'honneur du compositeur brésilien Carlos Gomes) - est démoli en 1949 mais le second - le Théâtre Pedro II (nommé en l'honneur de l'empereur Dom Pedro II), datant des années 1920 - a résisté aux vicissitudes du temps et a bénéficié d'une restauration et d'une modernisation durant les années 1990. Son plafond, complètement détruit dans un incendie en 1980, est reconstruit et redessiné par l'artiste japano-brésilienne Tomie Ohtake. Le Théâtre Pedro II est de nos jours le troisième plus grand opéra du Brésil et il héberge l'orchestre symphonique de Ribeirão Preto, l'un des plus anciens et des plus importants du Brésil.

## Galerie

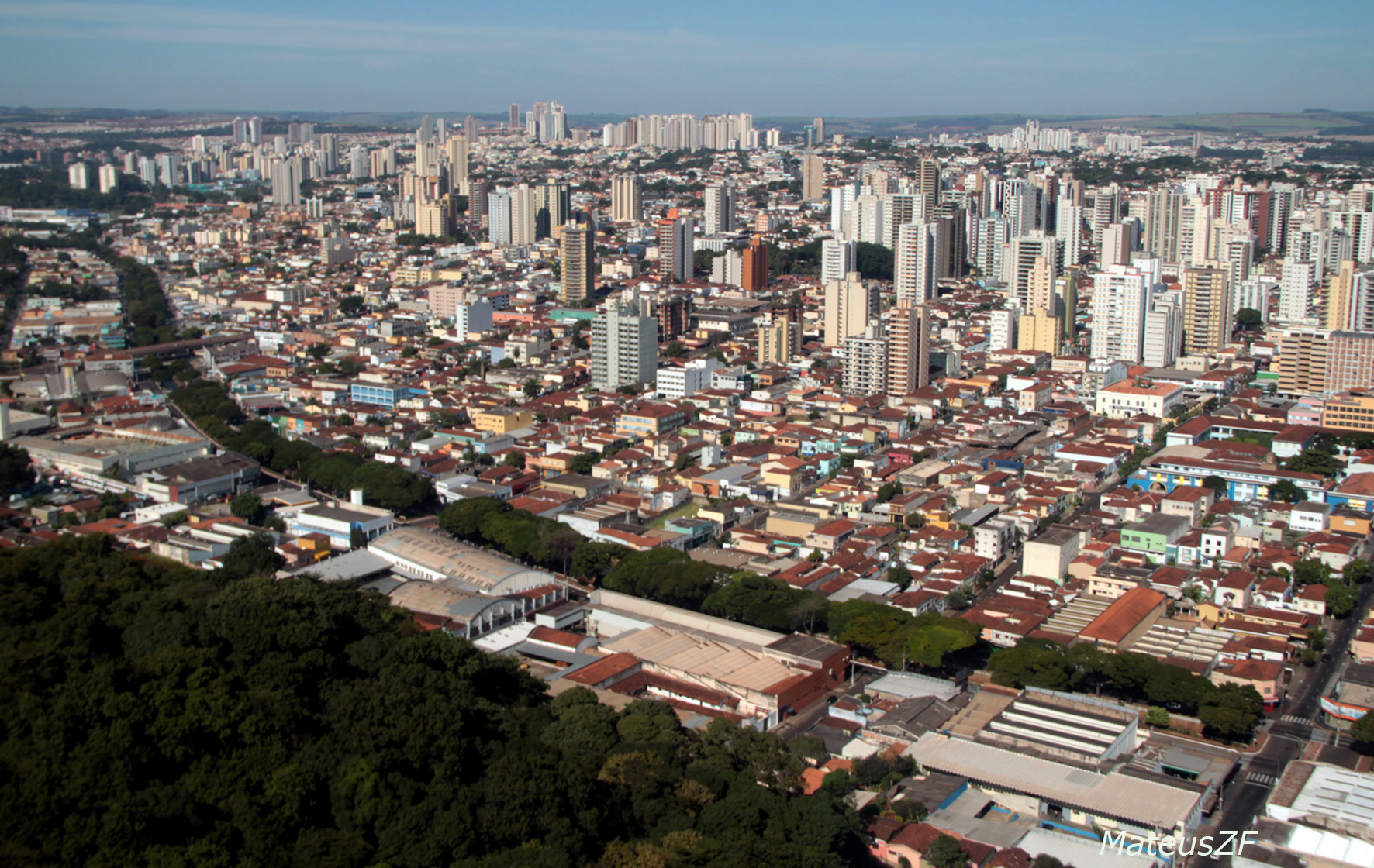
Vue générale.
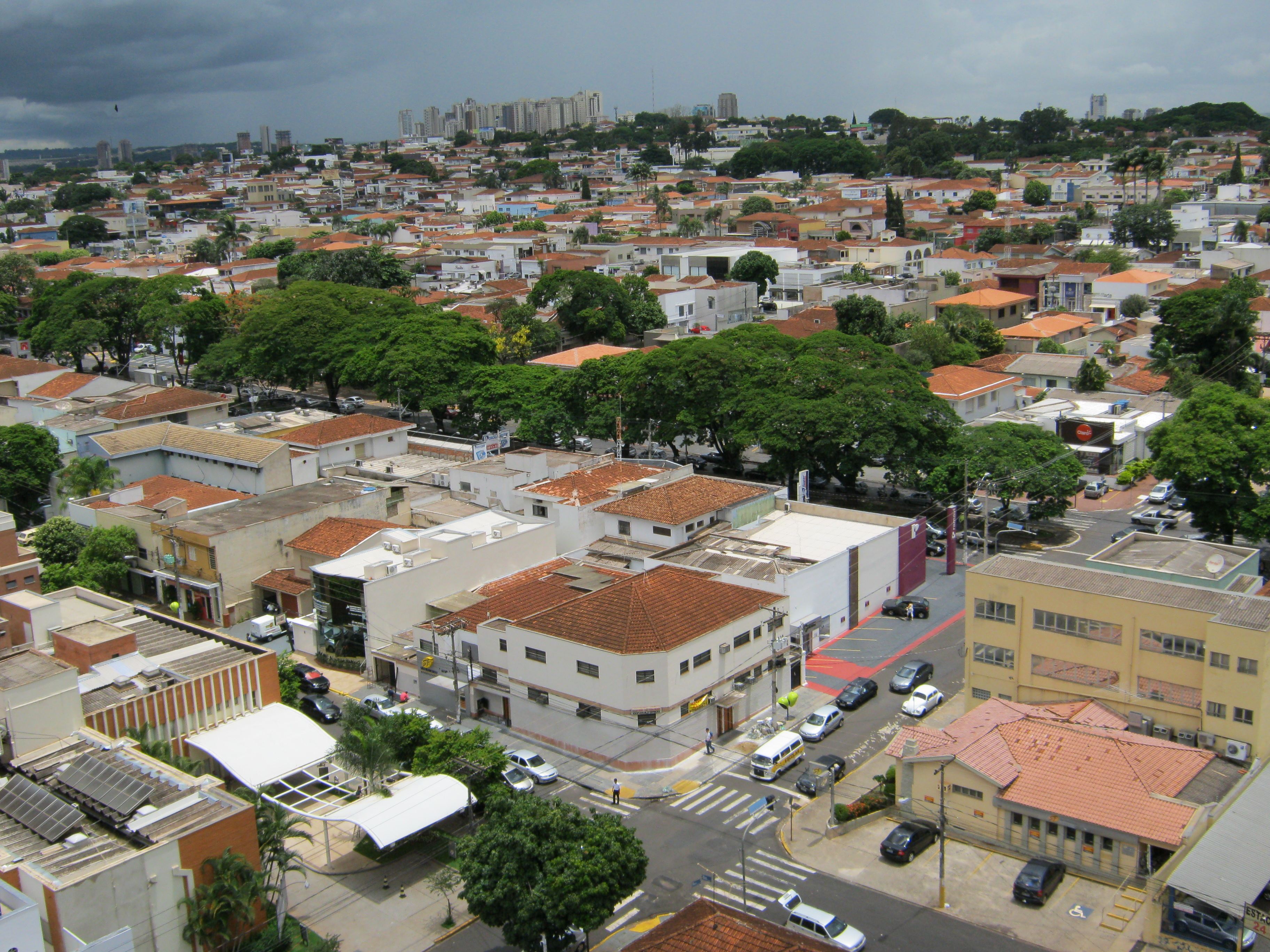
Le quartier Jardim Sumaré.
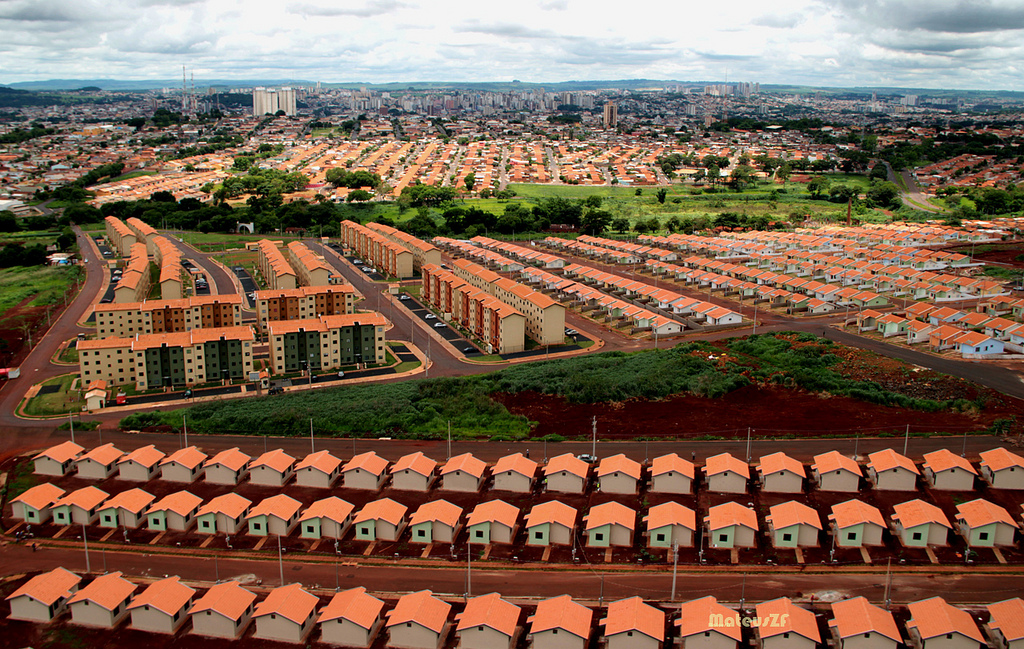
Logements sociaux.
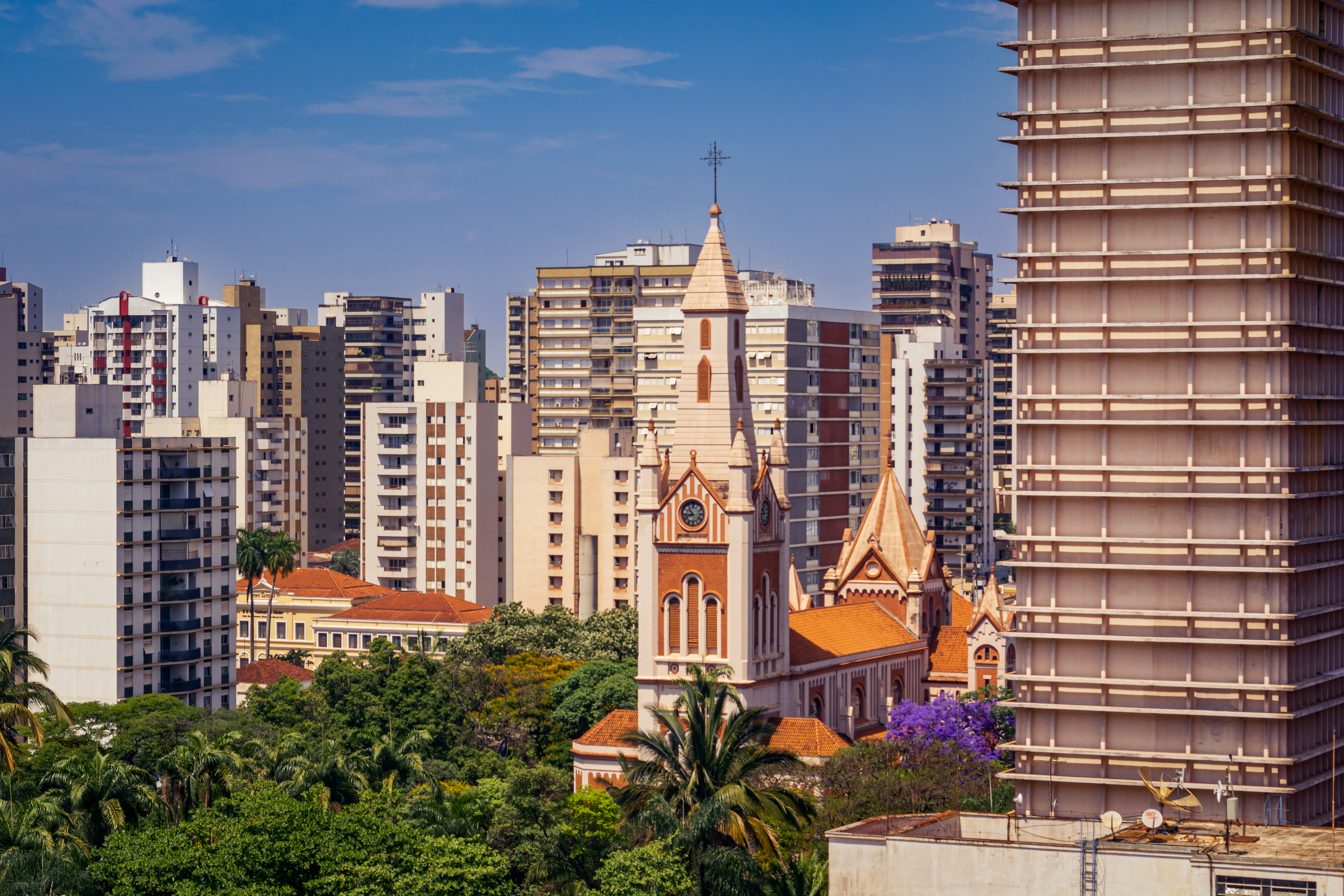
La cathédrale Saint-Sébastien.
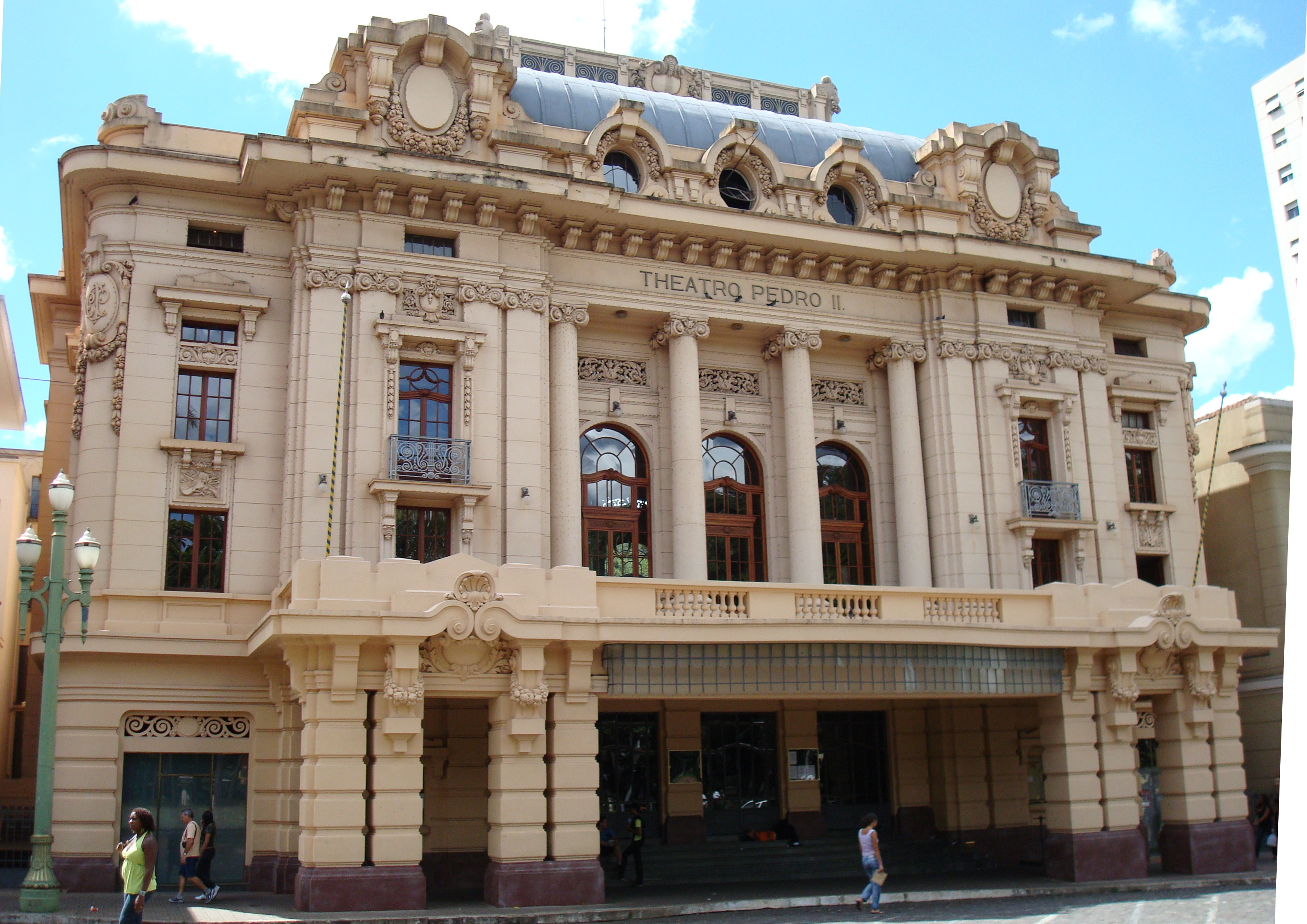
La façade du théâtre Pedro II.
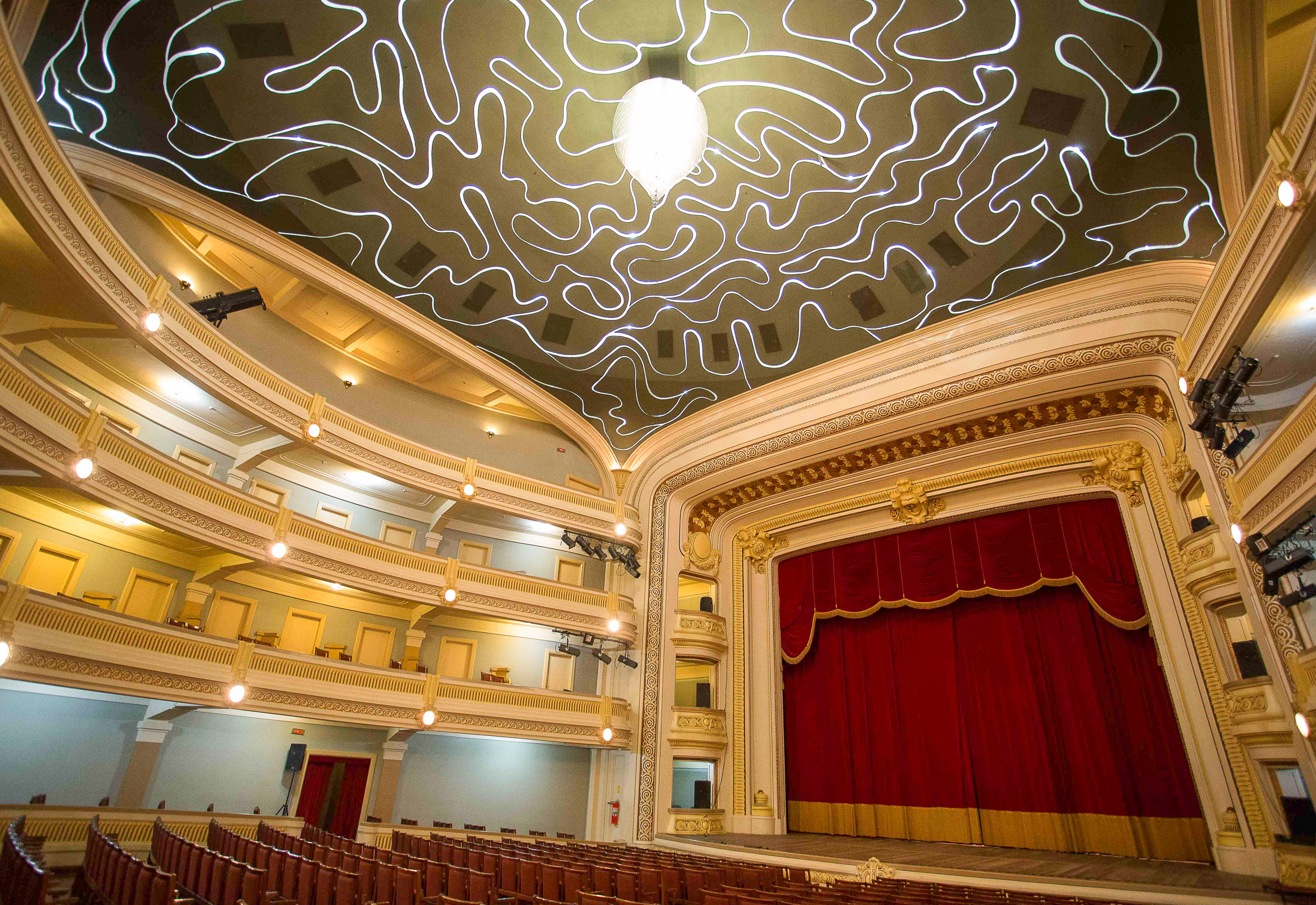
L'intérieur du théâtre.
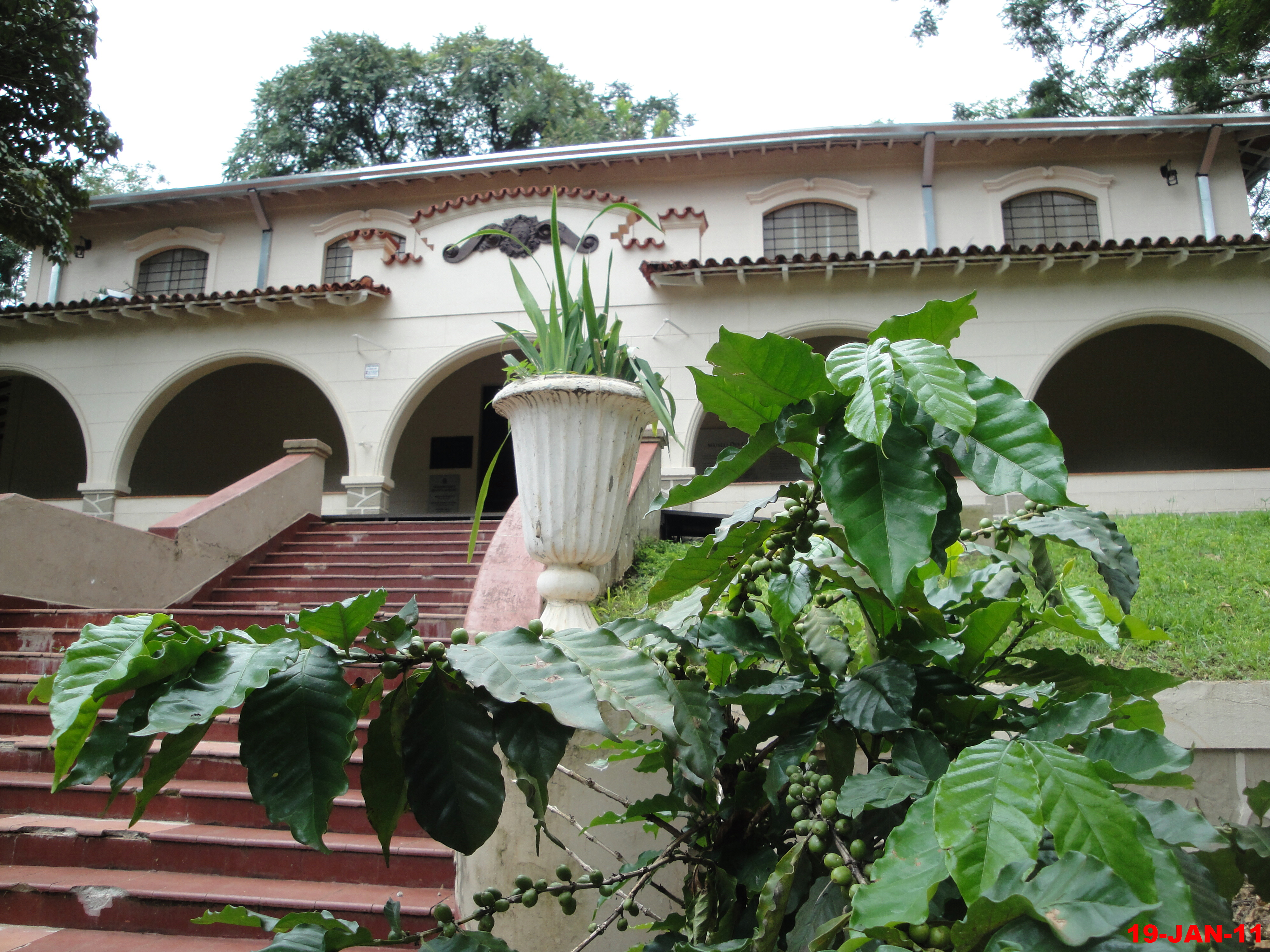
Le musée du café Francisco Schimdt, campus de l'USP.
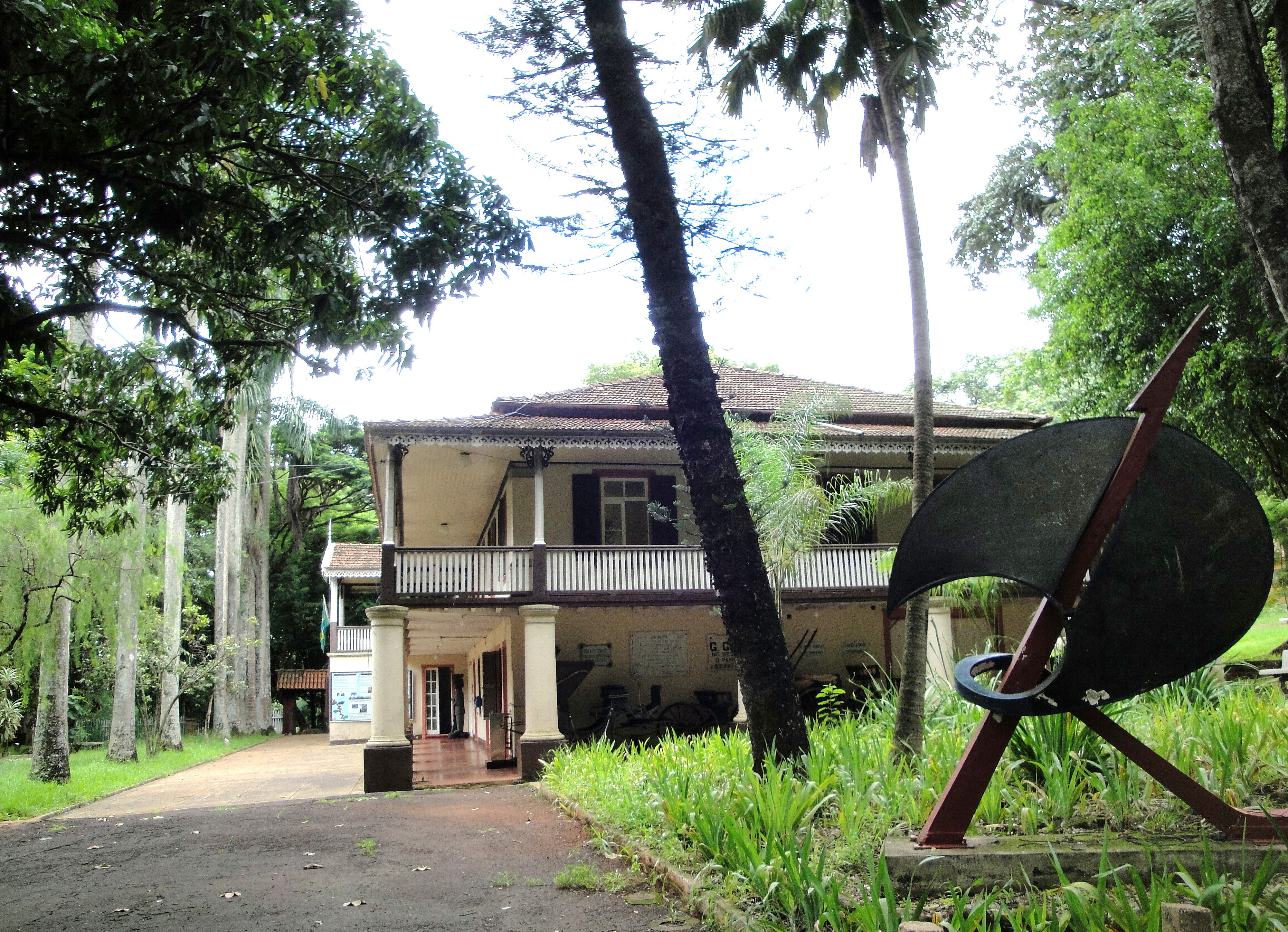
Le musée historique.

## Personnalités liées à la ville
- Gustavo Borges, nageur brésilien, médaillé olympique
- Nicholas Santos, nageur brésilien
- William Henrique (1992-), joueur de football, y est né.
- Acleisson Scaion (1982-), joueur de football, y est né.
- Raí Souza Vieira de Oliveira (1965-), surnommé Raí, joueur de football brésilien naturalisé français y est né.